# Karl Grobben
Karl Grobben est un zoologiste autrichien, né le 27 août 1854 à Brünn et mort le 13 avril 1945 à Salzbourg.

## Biographie
Il est le fils de Ludwig Grobben et de Bertha née Fischer. Il étudie histoire naturelle et particulièrement la zoologie à l’université de Vienne et obtient son doctorat en 1877. Il rejoint l’université de Vienne deux ans plus tard. En 1884, il devient professeur-associé. En 1885, il se marie avec Ida Tschermak von Seysenegg, union dont il aura une fille.
Il participe à une expédition dans l’est de la Méditerranée organisé par l’Académie des sciences de Vienne en 1889. Il prend la direction, en 1893, de l’Institut de Zootomic. En 1896, il dirige le premier Institut de zoologie de l’université de Vienne.
Grobben est notamment l’auteur de : Zur Kenntnis des Stammbaumes und des Systems der Crustaceen (1892), Die systematische Einteilung des Tierreichs (1908) ainsi que de nombreux articles scientifiques.
Il se consacre à l’étude de l’anatomie, de l’histologie et l’évolution des crustacés inférieurs ainsi que des méduses et des vers. Il améliore grandement la taxinomie des crustacés.

## Taxonomie
Quelques taxons nommés par Grobben :
- Eumalacostraca Grobben, 1892
- Sagittidae Claus & Grobben, 1905
- Sagittoidea Claus & Grobben, 1905
- Protostomia Grobben, 1908
- Deuterostomia Grobben, 1908

Quelques taxons nommés en l'honneur de Grobben :
- Gerbillus grobbeni Klaptocz, 1909[1]
- Sphaerophthalmus grobbeni Spandl, 1923[2]
- Limnadia grobbeni Daday, 1925[2]
- Actinia grobbeni Watzl, 1922[2]
- Paladilhiopsis grobbeni Kuscer, 1928[2]
- Raillietina grobbeni Böhm, 1925[2]
- Trypanophis grobbeni (Poche, 1904)[2]